# Plougrescant
Plougrescant [plugʁɛskɑ̃] est une commune du département des Côtes-d'Armor, dans la région Bretagne, en France.

## Géographie
Commune la plus septentrionale de la Bretagne  (voir la liste de points extrêmes de la France). Commune côtière, elle a pour voisines Penvénan et Plouguiel au Sud. De cette commune dépend aussi l'ile d'Er. Plougrescant est une presqu'île.
| La Manche | La Manche    | La Manche          |
|           | Plougrescant | Le Jaudy Kerbors   |
| Penvénan  | Plouguiel    | Le Jaudy Trédarzec |

### Hydrographie
Pour un article plus général, voir Réseau hydrographique des Côtes-d'Armor.
La commune est située dans le bassin Loire-Bretagne. Elle est drainée par le Lizildry,.

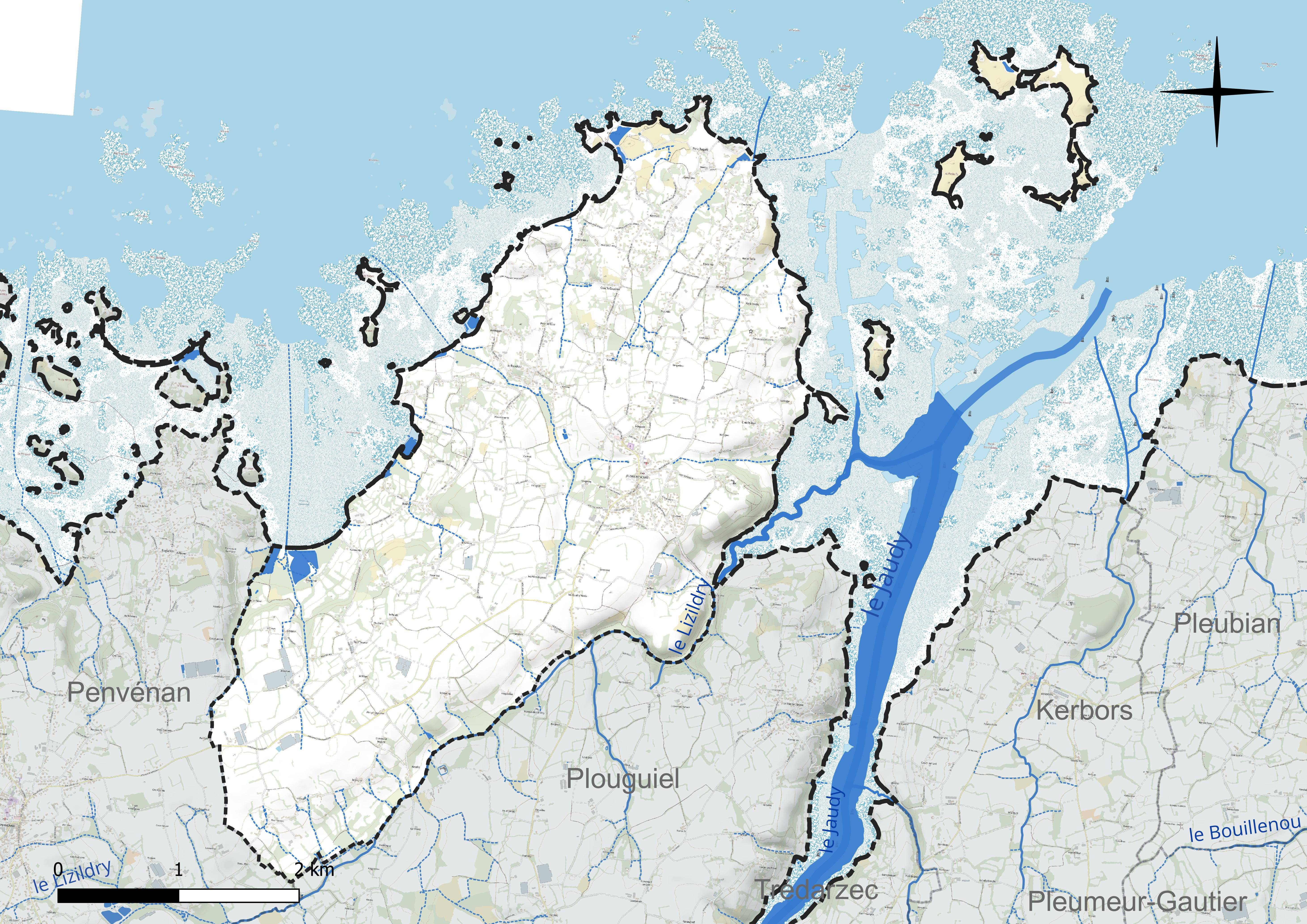
Réseau hydrographique de Plougrescant.

### Climat
Pour des articles plus généraux, voir Climat de la Bretagne et Climat des Côtes-d'Armor.
En 2010, le climat de la commune est de type climat océanique franc, selon une étude du CNRS s'appuyant sur une série de données couvrant la période 1971-2000. En 2020, Météo-France publie une typologie des climats de la France métropolitaine dans laquelle la commune est exposée à un climat océanique et est dans la région climatique  Finistère nord, caractérisée par une pluviométrie élevée, des températures douces en hiver (6 °C), fraîches en été et des vents forts. Parallèlement l'observatoire de l'environnement en Bretagne publie en 2020 un zonage climatique de la région Bretagne, s'appuyant sur des données de Météo-France de 2009. La commune est, selon ce zonage, dans la zone « Littoral », exposée à un climat venté, avec des étés frais mais doux en hiver et des pluies moyennes.  
Pour la période 1971-2000, la température annuelle moyenne est de 11,4 °C, avec  une amplitude thermique annuelle de 9,7 °C. Le cumul annuel moyen de précipitations est de 819 mm, avec 13,5 jours de précipitations en janvier et 7,1 jours en juillet. Pour la période 1991-2020, la température moyenne annuelle observée sur la station météorologique la plus proche, située sur la commune de La Roche-Jaudy à 11 km à vol d'oiseau, est de 11,8 °C et le cumul annuel moyen de précipitations est de 887,1 mm,. Pour l'avenir, les paramètres climatiques de la commune estimés pour 2050 selon différents scénarios d'émission de gaz à effet de serre sont consultables sur un site dédié publié par Météo-France en novembre 2022.

## Urbanisme

### Typologie
Au 1er janvier 2024, Plougrescant est catégorisée commune rurale à habitat dispersé, selon la nouvelle grille communale de densité à 7 niveaux définie par l'Insee en 2022.
Elle est située hors unité urbaine et hors attraction des villes,.
La commune, bordée par la Manche, est également une commune littorale au sens de la loi du 3 janvier 1986, dite loi littoral. Des dispositions spécifiques d’urbanisme s’y appliquent dès lors afin de préserver les espaces naturels, les sites, les paysages et l’équilibre écologique du littoral, tel le principe d'inconstructibilité, en dehors des espaces urbanisés, sur la bande littorale des 100 mètres, ou plus si le plan local d’urbanisme le prévoit.

### Occupation des sols
L'occupation des sols de la commune, telle qu'elle ressort de la base de données européenne d’occupation biophysique des sols Corine Land Cover (CLC), est marquée par l'importance des territoires agricoles (78,8 % en 2018), en diminution par rapport à 1990 (86,9 %). La répartition détaillée en 2018 est la suivante : 
zones agricoles hétérogènes (53,7 %), terres arables (21,4 %), zones urbanisées (9,4 %), milieux à végétation arbustive et/ou herbacée (4,7 %), forêts (4,6 %), prairies (3,7 %), zones humides côtières (2,6 %). L'évolution de l’occupation des sols de la commune et de ses infrastructures peut être observée sur les différentes représentations cartographiques du territoire : la carte de Cassini (XVIIIe siècle), la carte d'état-major (1820-1866) et les cartes ou photos aériennes de l'IGN pour la période actuelle (1950 à aujourd'hui).

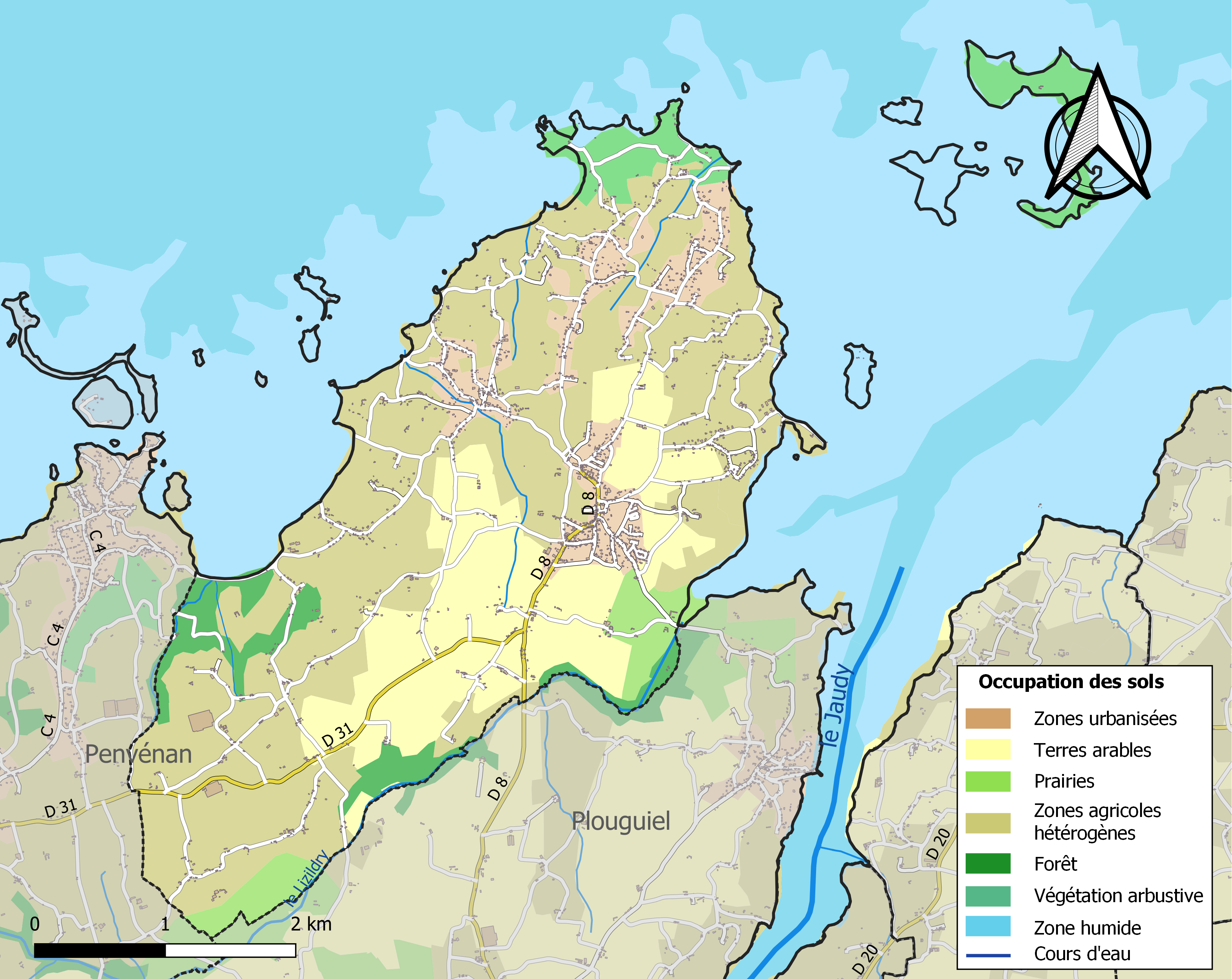
Carte des infrastructures et de l'occupation des sols de la commune en 2018 (CLC).

## Histoire

### Préhistoire
Sur le rivage entre la Pointe du Château et le Gouffre de Castel-Meur, des habitats protohistoriques et des vestiges de tailleries de silex ont été identifiés.
En 1845, à l'occasion des labours, un cultivateur découvre une épée constituée d'une grande lame de bronze de 66,5 cm de long, et large par endroits de plus de 17 cm, pesant 2,200 kg, caractéristique du type dit de Tréboul-Saint-Brandan, site daté de 1700 à 1550 avant notre ère.

### Le XXe siècle

#### Les guerres du XXe siècle
Le monument aux Morts porte les noms de 109 soldats morts pour la Patrie :
- 76 sont morts durant la Première Guerre mondiale.
- 28 sont morts durant la Seconde Guerre mondiale.
- 2 sont morts durant la Guerre d'Algérie.
- 3 sont morts durant la Guerre d'Indochine.

Au cours d'un transport d'armes, François Boulard, originaire de Plougrescant, fut arrêté en même temps que cinq autres de ses camarades le 6 juin 1944 à Penvénan. Emmené à la feldgendarmerie de Plouaret où il fut atrocement torturé, François Boulard fut aperçu pour la dernière fois à Lanvollon en même temps que ses compagnons d'infortune. On ignore le lieu où il a été exécuté car le corps n'a jamais été retrouvé. Il avait 41 ans.

## Toponymie
Le nom de la localité est attesté sous les formes Plebs Crescentis aux Xe et XIe siècle, Ploegresquant en 1228, Ploegresquen et Ploegresquent en 1330, Plocresquen vers 1330, Ploecresquant à la fin du XIVe siècle, Ploegresquant en 1420, Ploegresguen en 1455, Ploegresquent en 1539, Ploegrescant en 1554, Plouegrescant en 1596, Plougrescant en 1731.
Plougouskan  en breton moderne.
Plougrescant est composé de deux mots celtiques : plou et grescan ou crescan, qui signifie « paroisse qui s’agrandit, qui croit ».
« La configuration de cette paroisse représente une langue de terre attenant à la terre ferme par le sud et s'avançant au nord dans la Manche, qui l'enveloppe de ses eaux de trois côtés. Cette langue de terre forme donc une presqu'île, séparée par la rivière de Tréguier seulement de celle dite de Lézardrieux. Ces deux points du littoral sont les parties les plus avancées vers le nord de tout le département ».

## Démographie
L'évolution du nombre d'habitants est connue à travers les recensements de la population effectués dans la commune depuis 1793. Pour les communes de moins de 10 000 habitants, une enquête de recensement portant sur toute la population est réalisée tous les cinq ans, les populations de référence des années intermédiaires étant quant à elles estimées par interpolation ou extrapolation. Pour la commune, le premier recensement exhaustif entrant dans le cadre du nouveau dispositif a été réalisé en 2008.

En 2022, la commune comptait 1 198 habitants, en évolution de −0,33 % par rapport à 2016 (Côtes-d'Armor : +1,78 %, France hors Mayotte : +2,11 %).
| 1793  | 1800  | 1806  | 1821  | 1831  | 1836  | 1841  | 1846  | 1851  |
| ----- | ----- | ----- | ----- | ----- | ----- | ----- | ----- | ----- |
| 1 815 | 1 631 | 1 704 | 1 896 | 2 020 | 2 044 | 2 101 | 2 321 | 2 296 |

| 1856  | 1861  | 1866  | 1872  | 1876  | 1881  | 1886  | 1891  | 1896  |
| ----- | ----- | ----- | ----- | ----- | ----- | ----- | ----- | ----- |
| 2 175 | 2 362 | 2 376 | 2 153 | 2 196 | 2 320 | 2 134 | 2 012 | 2 049 |

| 1901  | 1906  | 1911  | 1921  | 1926  | 1931  | 1936  | 1946  | 1954  |
| ----- | ----- | ----- | ----- | ----- | ----- | ----- | ----- | ----- |
| 2 012 | 2 090 | 2 058 | 1 923 | 2 019 | 2 055 | 1 878 | 1 909 | 1 816 |

| 1962  | 1968  | 1975  | 1982  | 1990  | 1999  | 2006  | 2008  | 2013  |
| ----- | ----- | ----- | ----- | ----- | ----- | ----- | ----- | ----- |
| 1 735 | 1 644 | 1 557 | 1 556 | 1 471 | 1 402 | 1 359 | 1 348 | 1 252 |

| 2018  | 2022  | - | - | - | - | - | - | - |
| ----- | ----- | - | - | - | - | - | - | - |
| 1 166 | 1 198 | - | - | - | - | - | - | - |

## Lieux et monuments
- La chapelle Saint-Gonéry et sa croix incluant une chaire à prêcher, classée au titre des monuments historiques[31]
- La fontaine Saint-Gonéry, inscrite au titre des monuments historiques[32]
- L'église paroissiale Saint-Pierre
- La chapelle du château de Kéralio, inscrite au titre des monuments historiques[33]
- La petite maison du gouffre située entre deux rochers à Castel Meur, dont la carte postale a fait le tour du monde. Construite en 1861, elle appartient de nos jours aux descendants du premier propriétaire. Toute représentation commerciale de cette maison est interdite[34].
- Le temple protestant de Plougrescant, construit en 1902
- Le Gouffre où sont observables des filons de dolérite intercalés dans la roche locale, la microgranodiorite de Pleubian[35]
- La Pointe du Château (br) où affleure la diorite quartzique (appelée aussi diorite de Castel Meur)[35]
- L'île de Pors Scaff, composée de l'ile aux Pins et de l'ile Yvinec
- Les plages de Gouermel, Pors-hir, Pors scaff, etc.

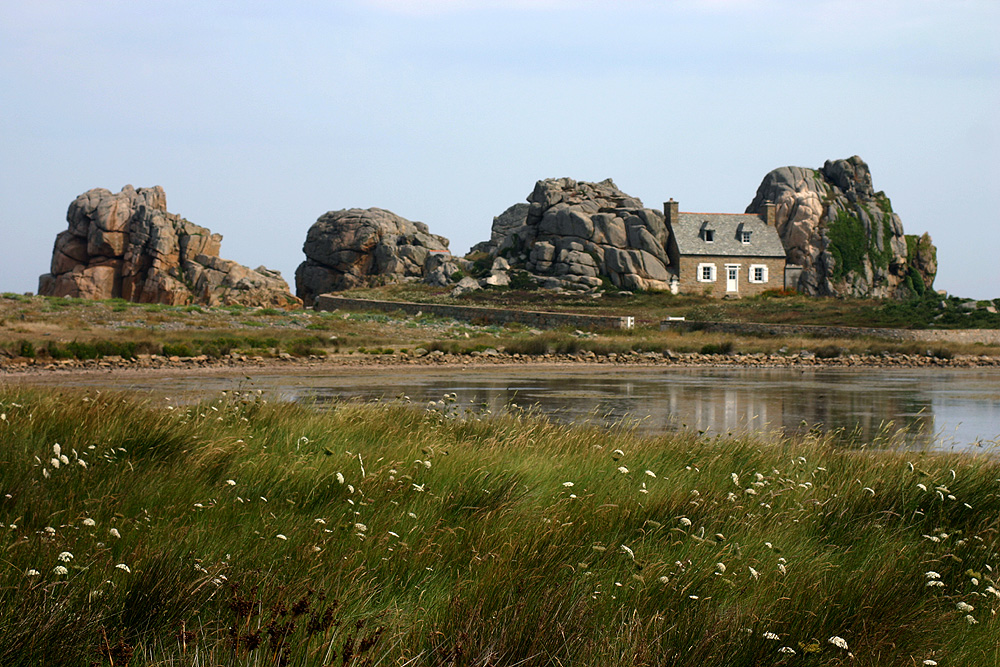
La célèbre maison Castel Meur ou maison entre les deux rochers
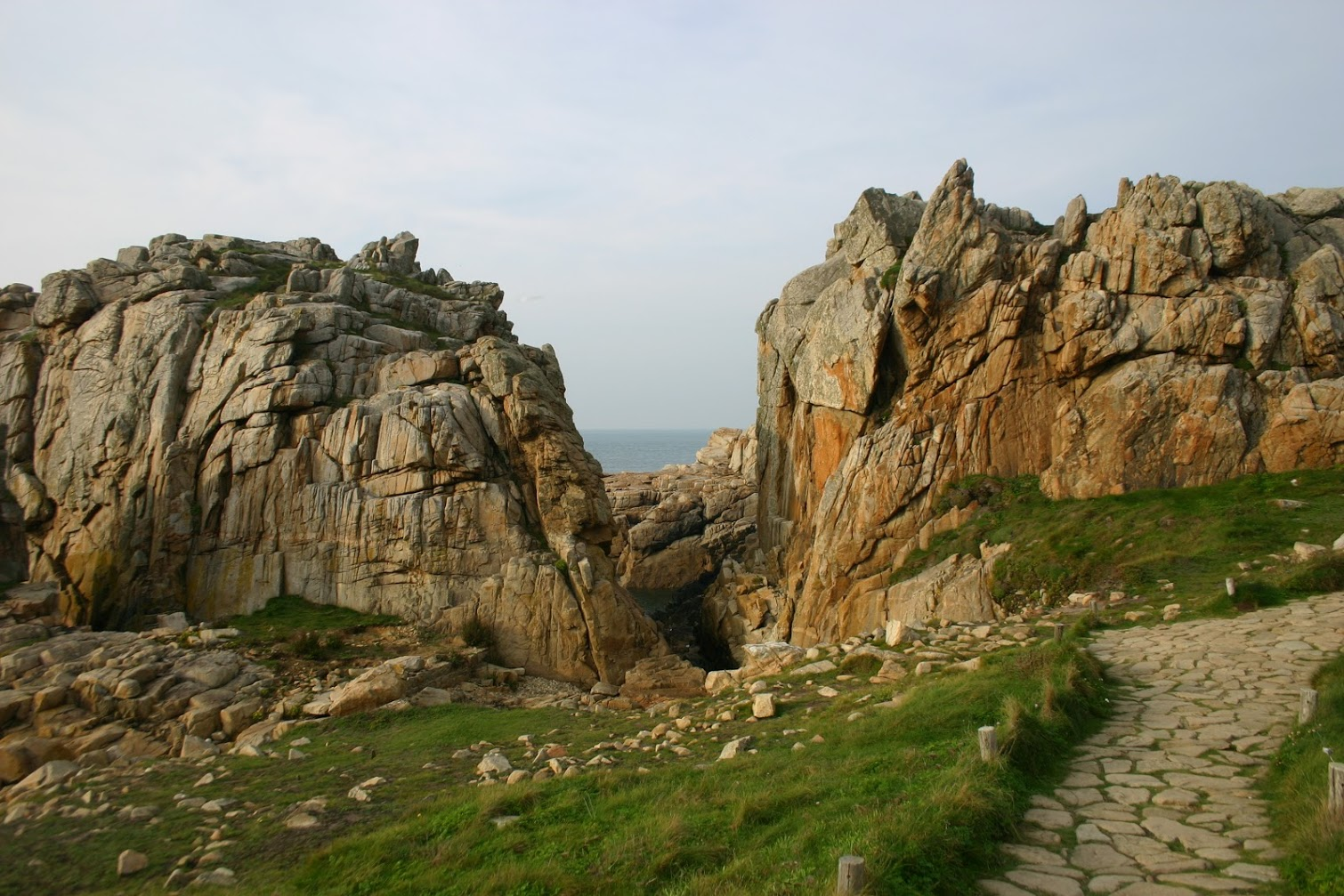
Le Gouffre.
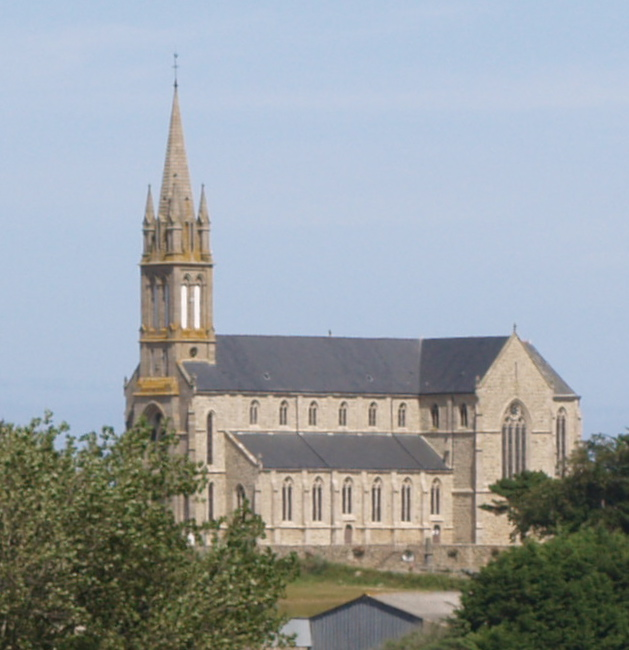
L'église Saint-Pierre.

## Au cinéma
- Les Travailleurs de la mer, série TV de 1986.
- Le film Un long dimanche de fiançailles de Jean-Pierre Jeunet a en partie été tourné à Plougrescant. Plusieurs de ces sites remarquables sont visibles dans ce long-métrage.

## Personnalités liées à cette commune
- Bertrand Motte (1914 à Annappes-1980 à Plougrescant), homme politique français.
- Anne Français (1909-1995), artiste peintre, effectua des séjours estivaux à Plougrescant entre 1964 et 1993, y faisant du bord de mer l'un des thèmes importants de son œuvre.
- Henri Pollès (1909 à Tréguier-1994 à Brunoy), écrivain, romancier, poète et essayiste français y séjourna tous les étés tout au long de sa vie, il y rédigea une partie de son œuvre.
- Renan Pollès (1943 à Paris-2019 à Paris), chef opérateur, réalisateur, artiste et écrivain français, fils d’Henri Pollès y séjourna presque chaque année lors de la saison estivale.
- Matthis Riou (2001-), footballeur professionnel français originaire de Plougrescant.